# Liste der Monuments historiques in Harskirchen
Die Liste der Monuments historiques in Harskirchen führt die Monuments historiques in der französischen Gemeinde Harskirchen auf.

## Liste der Bauwerke
| Bezeichnung            | Beschreibung                                                                  | Standort                              | Kennzeichnung | Schutzstatus | Datum | Bild           |
| ---------------------- | ----------------------------------------------------------------------------- | ------------------------------------- | ------------- | ------------ | ----- | -------------- |
| Napoleonsbank          | Ruhebank; Sandstein, 1854                                                     | westlich des Ortes an der D 23 (Lage) | PA00084743    | Inscrit      | 1988  | weitere Bilder |
| Protestantische Kirche | 1767 erbaut, nach Plänen von Karl Abraham Dodel und Friedrich Joachim Stengel | Rue d’Altwiller (Lage)                | PA00084744    | Classé       | 1926  | weitere Bilder |

## Liste der Objekte
| Bezeichnung      | Beschreibung                                                                                       | Standort                              | Kennzeichnung | Schutzstatus | Datum | Bild           |
| ---------------- | -------------------------------------------------------------------------------------------------- | ------------------------------------- | ------------- | ------------ | ----- | -------------- |
| Orgel            | 1768 von Johann Georg Geib eingebaut, möglicherweise aus der Schlosskirche in Saarbrücken stammend | in der protestantischen Kirche (Lage) | PM67001023    | Classé       | 1977  | weitere Bilder |
| Orgelprospekt    | 1768 von Johann Georg Geib eingebaut, möglicherweise aus der Schlosskirche in Saarbrücken stammend | in der protestantischen Kirche (Lage) | PM67000122    | Classé       | 1977  | weitere Bilder |
| Altar und Kanzel | Holz und Stuck, farbig gefasst, 1766/67                                                            | in der protestantischen Kirche (Lage) | PM67000123    | Classé       | 1977  | weitere Bilder |